# Нолле Микола Михайлович
Нолле Микола Михайлович (18 березня 1862, с. Шереховичі Боровицького повіту Новгородської губернії — 18 травня 1908) — російський оперний і камерний співак (баритон), музичний педагог.
Закінчив військове училище, служив в саперному батальйоні протягом шести років. Потім з 1887 року навчався в Санкт-Петербурзькій консерваторії в класі вокалу Станіслава Габеля. На початку 1890-х рр. співав у Київській опері і викладав в Київському музичному училищі. Багато виступав як камерний виконавець (переважно з романсами російських композиторів).
З 1893 в Санкт-Петербурзі, концертував і давав уроки. Брав участь, зокрема, в ювілейному концерті до 60-річчя Антона Рубінштейна, виконуючи одну з сольних партій в ораторії «Вавилонське стовпотворіння» (диригував Петро Ілліч Чайковський, серед виконавців був також Михайло Михайлов).
У 1898—1900 рр. викладав в Петербурзькій консерваторії, потім в співочої капелі. Серед учнів Нолле — Єлизавета Азерська, Габріель Дарне, Емілія Левандовська, Віра Лемінська, Борис Мезенцов.